# Айхштедт
Айхштедт (нем. Eichstedt) — община в Германии, в земле Саксония-Анхальт.
Входит в состав района Штендаль. Подчиняется управлению Арнебург-Гольдбек. Население составляет 989 человек (на 31 декабря 2010 года). Занимает площадь 14,29 км².